# Moenkhausia lepidura
Moenkhausia lepidura ist eine Süßwasserfischart aus der Salmlerfamilie Acestrorhamphidae und kommt weitverbreitet im tropischen Südamerika vor. Sein Verbreitungsgebiet liegt im Amazonasbecken, im Einzugsgebiet des Orinoko und in den Flüssen der drei Guayanas.

## Merkmale
Moenkhausia lepidura hat einen langgestreckten, seitlich stark abgeflachten Körper und wird etwa elf Zentimeter lang. Entsprechend dem weiten Verbreitungsgebiet ist die Art farblich sehr variabel und wird in mehrere Unterarten unterteilt. Die Grundfarbe der Nominatform ist bräunlich mit einem dunkleren Rücken und einem eher weißlichen Bauch. Hinter dem Kiemendeckel und oberhalb des Brustflossenansatzes liegt ein dunkler Fleck. Vom Hinterrand des Kiemendeckels bis zur Schwanzflossenbasis verläuft eine olivgrüne bis golden schimmernde, gerade Längsbinde. Die Flossen sind gelblich oder rötlich. Die Afterflosse ist nicht durch eine dunkle Linie vom Körper getrennt. Der vordere, obere Lobus der Schwanzflosse trägt einen rötlichen, nach hinten abgerundeten Fleck. Dahinter liegt eine schwärzliche Zone. Die Spitze des oberen Lobus und der untere Lobus sind transparent. Weibchen sind im Allgemeinen kräftiger gebaut, Männchen schlanker.
- Flossenformel: Dorsale 11, Anale 22–27.
- Schuppenformel: mLR 31–37, QR 5–6/4.

## Systematik
Die Art wurde 1858 durch den österreichischen Zoologen und Ichthyologen Rudolf Kner nach Typusexemplaren aus dem Rio Guaporé aus dem südwestlichen Amazonasbecken als Tetragonopterus lepidurus beschrieben und später der Gattung Moenkhausia zugeordnet.